# Gundolf Willer
Gundolf Willer (* 31. März 1937 in Berlin) ist ein deutscher Schauspieler.

## Leben
Willer absolvierte nach dem Gymnasium das UFA-Nachwuchsstudio unter Else Bongers mit Musical-, Gesangs- und Tanzausbildung. 1959 legte er die Bühnenprüfung ab. Es folgten Engagements unter anderem am Schauspielhaus Bochum, am Schauspielhaus Zürich, am Niedersächsischen Staatstheater Hannover und am Thalia Theater Hamburg. Er gastierte an vielen anderen Bühnen sowie bei Festspielen und wirkte bei zahlreichen Tourneen mit.
Zu seinen Rollen gehören Moritz Stiefel in Frühlings Erwachen, Ferdinand in Kabale und Liebe, die Titelrolle in Clavigo, die Titelrolle in Don Karlos, Lanzelot in Der Kaufmann von Venedig, Silvius in Wie es euch gefällt, Cornelius Hackl in Hello, Dolly!, Truffaldino in Der Diener zweier Herren, Sigismund in Das Leben ein Traum, Andri in Andorra, Eisenring in Biedermann und die Brandstifter und Fürst in Carl Sternheims Bürger Schippel.
Willer wurde vor allem durch Rollen in Fernsehserien bekannt. So spielte er beispielsweise für die ARD in PS – Geschichten ums Auto, für das ZDF in Der Alte sowie in der WDR-Reihe Klimbim mit. Im Erotikfilm Hilfe, mich liebt eine Jungfrau war er der Hauptdarsteller.

## Filmografie
- 1960: Der Groß-Kophta (TV, Regie: Hans Lietzau; Saint Jean)
- 1965: Der aus dem Dschungel kam (TV, Regie: Udo Langhoff)
- 1965: Zwischenfall in Vichy (Hörspiel, Regie: Willi Schmidt)
- 1966: Heiraten (TV, Regie: Hans Paetsch)
- 1966: Jan Himp und die kleine Brise (TV, Regie: Arthur Maria Rabenalt; Willi Himp)
- 1966: Ein Tag in Paris (TV, Regie: Georg Wildhagen; Sylvester)
- 1966: Towarisch (TV, Regie: Wolfgang Liebeneiner; Georg)
- 1967: Palme im Rosengarten (TV, Regie: Claus Peter Witt; Peter Starke)
- 1970: Hilfe, mich liebt eine Jungfrau (Kino, Regie: Arthur Maria Rabenalt; Armand)
- 1972: Pater Brown; Folge: Der Fluch auf dem Hause Pendragon
- 1973: Sein letzter Drink (Fernsehserie Hamburg Transit, Regie: Claus Peter Witt; Günther)
- 1974: Eine geschiedene Frau (Fernsehserie, Regie: Claus Peter Witt)
- 1975–79: PS – Geschichten ums Auto (Fernsehserie, Regie: Claus Peter Witt; Herr Jünger)
- 1978–79: Klimbim (Fernsehserie, 5. Staffel, Regie: Michael Pfleghar)
- 1979: Teufelsbrut (Fernsehserie Der Alte, Regie: Alfred Vohrer; Lothar Gnädig)
- 1979: St. Pauli-Landungsbrücken (Fernsehserie, eine Folge)
- 1981: Der Fuchs von Övelgönne (Fernsehserie); Folge: Unter falschem Verdacht
- 1983: Der Kavalier (TV-Episodenfilm Rendezvous der Damen, Regie: Alfred Vohrer)